# Daniel Killer
Daniel Pedro Killer (* 21. Dezember 1949 in Rosario) ist ein ehemaliger argentinischer Fußballspieler. Er nahm mit der Nationalmannschaft seines Heimatlandes an der Fußball-Weltmeisterschaft 1978 teil und gewann dabei den Titel.

## Karriere

### Vereinskarriere
Daniel Killer, geboren am 21. Dezember 1949 in Rosario, der drittgrößten Stadt Argentiniens, begann seine fußballerische Laufbahn im Jahre 1970 bei Rosario Central. Bereits in seiner zweiten Spielzeit bei Rosario Central, wo er unter anderem zusammen spielte mit anderen argentinischen Fußballgrößen der damaligen Zeit wie Mario Kempes, Leopoldo Luque oder José van Tuyne, gelang der erste Titelgewinn. Im Nacional-Wettbewerb 1971 setzte man sich im Endspiel mit 2:1 gegen CA San Lorenzo de Almagro durch. Zwei Jahre darauf gelang der zweite Meistertitel im argentinischen Profifußball. Diesmal wurde Rosario Central in der Endabrechnung des Nacional-Wettbewerbs Erster mit zwei Punkten Vorsprung vor CA River Plate. Bei dem Titelgewinn 1973 war nicht nur Daniel Killer, sondern auch sein Bruder Mario im Kader von Rosario Central. Daniel Killer, der auf der Position eines Verteidigers agierte, blieb bis ins Jahr 1976 bei Rosario Central, ehe er zu dem Racing Club aus Avellaneda, einem industriellen Vorort von Buenos Aires, wechselte. Nach zwei Jahren und 77 Spielen bei Racing Club ging er nach Rosario zurück und schloss sich den Newell’s Old Boys an. In drei Jahren brachte er es auf 117 Einsätze, ein Titelgewinn gelang jedoch nicht. 1982 verließ er den Verein und spielte in den folgenden fünf Jahren bei fünf verschiedenen Vereinen. Nacheinander folgten CA Vélez Sársfield aus Buenos Aires, Atlético Bucaramanga aus Kolumbien, Estudiantes de La Plata, Unión de Santa Fe und Argentino de Rosario. Dort beendete er seine aktive Karriere 1987 im Alter von 38 Jahren. Heute besitzt Daniel Killer eine kleine Indoor-Sportanlage im Westen Rosarios.

### Nationalmannschaft
In der argentinischen Fußballnationalmannschaft brachte es Daniel Killer zwischen 1972 und 1978 auf 22 Spiele, in denen ihm drei Tore gelangen; alle beim Copa América 1975 Erstrunden-11:0-Sieg gegen Venezuela, dem zweithöchsten Sieg Argentiniens nach einem 12:0 von 1942 gegen Ecuador. Nach zwei Niederlagen gegen Brasilien schied Argentinien aber aus.
Er wurde von  Argentiniens Nationaltrainer César Luis Menotti auch ins Aufgebot der Südamerikaner für die Fußball-Weltmeisterschaft 1978 im eigenen Land nominiert. Bei der Weltmeisterschaft fungierte Killer jedoch nur als Reservespieler, er wurde nicht einmal eingesetzt. Währenddessen gewannen seine Mannschaftskollegen den WM-Titel durch ein 3:1 nach Verlängerung im Endspiel im Estadio Monumental von Buenos Aires gegen die Niederlande. Nach der WM endete Killers Karriere in der Nationalmannschaft.